# Afroleptomydas flavigenualis
Afroleptomydas flavigenualis är en tvåvingeart som beskrevs av Hesse 1969. Afroleptomydas flavigenualis ingår i släktet Afroleptomydas och familjen Mydidae. Inga underarter finns listade i Catalogue of Life.